# Thiên hoàng Go-Tsuchimikado
Go-Tsuchimikado (後土御門 Go-tsuchimikado-tennō (03 tháng 7 năm 1442 - 21 tháng 10 năm 1500)) là Thiên hoàng thứ 103 của Nhật Bản theo danh sách kế thừa truyền thống. Triều đại của ông kéo dài từ năm 1464 đến năm 1500.

## Phả hệ
Trước khi lên ngôi, ông có tên cá nhân (imina) là Fusahito -shinnō (成仁親王 ?).
Ông là con trai cả của Hoàng đế Go-Hanazono. Mẹ ông là Ōinomikado (Fujiwara) Nobuko (大 炊 御 門 (藤原) 信 子), con gái của Fujiwara Takanaga.
Ông được lập làm Thái tử trong thời gian vua cha đang trị vì.
- Điển thị: Niwata (Minamoto) Asako (庭田（源）朝子; 1437–1492) được biết đến là Sōgyoku-mon'in (蒼玉門院), con gái của Niwata Shigekata
  - Hoàng trưởng tử: Thân vương Katsuhito (勝仁親王, 1464-1526) lên ngôi Thiên hoàng với hiệu là Thiên hoàng Go-Kashiwabara
  - Hoàng nhị tử: Thân vương Takaasa (1472–1504; 尊敦親王) sau khi xuất gia lấy pháp danh là Sonden (尊伝入道親王)
  - Hoàng tử: (sinh năm 1475)
- Điển thị: Kajūji (Fujiwara) Fusako (勧修寺（藤原）房子), con gái của Kajūji Norihide
  - Hoàng trưởng nữ: Công chúa Daijikō-in (大慈光院宮)
  - Hoàng nữ: (sinh năm 1485)
  - Hoàng tứ nữ: Công chúa Chien (智円女王, 1486-1513)
  - Hoàng ngũ nữ: Công chúa Rishu (理秀女王, 1489-1532)
- Cung nhân: Kasannoin (Fujiwara) Tomoko (花山院（藤原）兼子), con gái của Kasannoin Mochitada
  - Hoàng nhị nữ: Công chúa Chien (知円女王, 1473-1533)
  - Hoàng tam nữ: Công chúa Yozen (応善女王, 1476-1497)
  - Hoàng tam tử: Thân vương tu sĩ Ninson (仁尊法親王, 1482-1515)
  - Hoàng tứ tử: Hoàng tử Imawaka (今若宮, 1484-1494)
- Phi tần không rõ 
  - Hoàng nữ: Công chúa Jisho (慈勝女王, 1470-1509)

## Lên ngôi Thiên hoàng
21 tháng 8 năm 1464, sau khi cha là Thiên hoàng Go-Hanazono vừa thoái vị thì thân vương lập tức lên ngôi, lấy hiệu là Thiên hoàng Go-Tsuchimikado. Ông lấy niên hiệu của cha lập thành Kanshō nguyên niên (1464-1466).
Ngay những năm đầu khi lên ngôi, Thiên hoàng Go-Tsuchimikado chứng kiến sự suy yếu thấy rõ của Shogun nhà Ashikaga. Nguyên do là, Shogun tiền nhiệm là Ashikaga Yoshinori thi hành một chính sách độc đoán, tàn bạo nên đã bị giết chết. Sau đó, hai người con của Shogun là Yoshikatsu và Yoshimasa lên cầm quyền lúc còn nhỏ tuổi nên không có quyền lực nhiều. Hơn nữa, do phu nhân vừa sinh hạ con trai đầu nên Yoshimasa phá vỡ lời hứa kế vị với em trai là Yoshimi, giao quyền kế thừa hẳn cho con trưởng là Yoshihisa. Bắt chước Shogun, các gia tộc Nhật Bản thời đó thích chọn con trai trưởng (đích tử) để kế thừa toàn bộ tài sản và các em - một chuyển biến mạnh mẽ từ chế độ mẫu hệ sang phụ hệ một cách tuyệt đối, điều đó dẫn tới mâu thuẫn giữa các gia tộc ngày càng gay gắt và một cuộc chiến loạn chắc chắn sẽ bùng nổ.
Năm 1467 (niên hiệu Ōnin nguyên niên), cuộc chiến loạn chính thức nổ ra giữa hai nhà: nhà Yamana của người kế thừa Shogun là Yoshihisa, nhà Hosokawa của người em trai Shogun là Yoshimi. Theo sách Ōninki (Ứng Nhân Ký), một tập ký sự chiến tranh thì phía Hosokawa (Đông quân) có 24 tiểu quốc và 16 vạn binh lực, còn phe Yamana thì có 20 tiểu quốc và 11 vạn binh đi theo. Hai phe đánh nhau quyết liệt và khu vực kinh đô Kyoto trở thành chiến trường khốc liệt. Trong trận chiến, các đội "khinh binh" (tiếng Nhật đọc là ashigaru) của các shugo với trang phục gọn nhẹ nên thường tiến hành chiến tranh du kích, gây cho đối phương không ít thiệt hại. Ichijō Kaneyoshi trong tác phẩm Shōdan Chiyō (Tiều đàm trị yếu) dâng lên Shogun có đoạn viết: "Bọn ashigaru mới xuất hiện gần đây còn vượt bực bọn akutō (ác đảng)". Ông đã kể ra là họ đã đốt phá biết bao nhiêu đền chùa, cướp đoạt vô số tài vật quí giá. Theo tư liệu của ông ghi lại được, Shokokuji (Tướng Quốc Tự), ngôi chùa lớn nằm trong Ngũ Sơn; Kitano Jinja (Bắc Dã thần xã, đền thờ Sugawara no Michizane), Tenryuuji (Thiên Long Tự), Ninnaji (Nhân Hòa Tự), Tôji (Đông Tự) cũng như biết bao phủ đệ công khanh; nhiều bảo vật và thư tịch quí đều đã làm mồi cho ngọn lửa. Tác phẩm tranh cuộn Shinnyodō enki emaki (Chân Như đường duyên khởi hội quyển, 1524, Ōei thứ 4) đã vẽ lại rất rõ ràng cảnh cướp bóc của các nhóm ashigaru.
Chiến tranh kết thúc năm 1477 làm hai bên lâm vào suy yếu nghiêm trọng. Nhiều quân lính đào ngũ, tài chính cạn kiệt, các lãnh địa của các Shugo trở nên hoang phế vì khi ông ta đem hết lực lương đi, ở lãnh địa không có ai trông coi sẽ dẫn tới nội loạn bên trong lãnh địa. Sau cuộc chiến này, tầng lớp lãnh chúa lớn bị suy yếu trầm trọng và lãnh địa bị tiêu điều. Trước tình hình đó, Thiên hoàng yêu cầu nhà Yoshida đứng ra điều đình hai nhà ngưng cuộc chiến, thiết lập một nhà nước có chung gắn kết giữa các gia tộc về chính trị và xã hội để giúp đất nước ổn định theo định hướng chung của Nhà nước Shinto.
Sự suy yếu của các lãnh chúa lớn thuộc dòng dõi gia tộc trong hoàng gia sau chiến loạn Ōnin tạo điều kiện cho lãnh chúa shugo (vốn có từ thời Kamakura) nổi lên mà người ta gọi là các daimyō (đại danh), hay gọi đầy đủ là shugo daimyo (thủ hộ đại danh). Shugo daimyo thực chất cũng là lãnh chúa, họ chuyên "giữ đất hộ" cho các lãnh chúa lớn bận đánh nhau với dòng họ của Shogun. Nhưng khi đội quân của lãnh chúa lớn thường xuyên vắng nhà, họ bắt đầu trỗi dậy và chiếm nhiều quyền lực. Từ đó, tầng lớp lãnh chúa mới - daimyō đã xuất hiện. Các dòng Shimadzu, Ôtomo, Imagawa, Takeda là những gia đình gốc shugo, đến thời Sengoku (Chiến Quốc) tình thế đưa đẩy thành ra daimyō. Các daimyō gây dựng lực lượng, đánh nhau với các daimyo khác để giành lãnh địa. Vùng cực nam đảo Honshu (thường được gọi là Chugoku, tỉnh Yamaguchi), chức shugo có một thời cường thịnh họ Ōuchi (Đại Nội) đã bị viên cận thần nhiều tham vọng của mình là Sue Harukata (Đào Tình Hiền) đoạt lấy nước. Vùng Aki (phía tây Hiroshima) "người giữ nước hộ" là Mōri Motonari (Mao Lợi Nguyên Tựu) nổi dậy, phá tan thế lực Sue Harukata rồi cùng với họ Amago (Ni Tử) tranh chiến qua lại nhiều lần để giành quyền kiểm soát khu vực San.in rộng lớn.
Về phía triều đình, sau khi cuộc chiến kết thúc thì triều đình của Thiên hoàng đã có hoạt động nhiệt tình cho phục hồi các nghi lễ cổ xưa của Hoàng gia.
Ngày 21 tháng 10 năm 1500, Thiên hoàng Go-Tsuchimikado băng hà. Con trai ông lên ngôi là Thiên hoàng Go-Kashiwabara do thiếu kinh phí mai táng phụ hoàng nên đã quyết định để thi hài của ông trong cung điện. Một tháng sau, triều đình của Go-Kashiwabara quyết định mai táng tiên đế.
Thiên hoàng không đặt chức quan nào khi ở ngôi. Ông có tám người con cả trai lẫn gái, con trưởng là Hoàng tử Katsuhito sẽ kế vị ông.

### Niên hiệu
- Kanshō (1460–1466)
- Bunshō (1466–1467)
- Ōnin (1467–1469)
- Bunmei (1469–1487)
- Chōkyō (1487–1489)
- Entoku (1489–1492)
- Meiō (1492–1501)